# Lucien Weiler

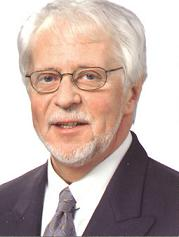
Lucien Weiler

Lucien Weiler (* 3. August 1951 in Ettelbrück) ist ein luxemburgischer Politiker der CSV.

## Leben
Lucien Weiler ist in Diekirch aufgewachsen und dort als Rechtsanwalt tätig. In den Jahren 1986 bis 1987 saß Weiler im Gemeinderat von Diekirch und war zwischen 1988 und 1993 Schöffe. Seit 8. Juni 1989 sitzt er als Deputierter für den Bezirk Norden in der Chamber, dem Luxemburgischen Parlament, in der er auch die Rolle des Fraktionspräsident seiner Partei der CSV wahrnahm. Zu seinen Schwerpunkten zählen die Finanzen, die Wirtschaft, die Justiz und die Sozialpolitik.
Von 2004 bis 2009 war Weiler Präsident der Chamber und somit erster Bürger des Landes.
2013 trat er nicht mehr bei den luxemburgischen Parlamentswahlen an und zog sich damit aus der aktiven Politik zurück. 
Im Dezember 2015 wurde bekannt, dass Weiler seit dem 4. Januar 2016 Hofmarschall am luxemburgischen großherzoglichen Hof ist.
Weiler ist verheiratet und Vater von zwei Söhnen. Zu seinen Hobbys gehören das Lesen und als naturverbundener Mensch sein Garten und seine Kleintierzucht.